# Jonas Anders
Jonas Anders (* 1987 in Ost-Berlin) ist ein deutscher Schauspieler.

## Leben
Jonas Anders wuchs in Berlin-Friedrichshain auf. Seine ersten Schauspielerfahrungen machte er im Theaterjugendclub des Deutschen Theaters. Von 2007 bis 2011 absolvierte er sein Schauspielstudium an der Hochschule für Schauspielkunst „Ernst Busch“ in Berlin. Während seines Studiums gastierte er 2009 am Deutschen Theater als Andres in Jorinde Dröses Woyzeck-Inszenierung.
Nach seinem Abschluss war Anders von 2011 bis 2015 festes Ensemblemitglied am Düsseldorfer Schauspielhaus.
Im Sommer 2014 spielte er bei den Salzburger Festspielen die Titelrolle in Hinkemann von Ernst Toller. 2014 wurde er für den Förderpreis für Darstellende Kunst der Landeshauptstadt Düsseldorf nominiert. 2015 wurde er in der Kategorie „Bester Schauspieler“ für den Düsseldorfer Theaterpreis „Gustaf“ nominiert.
Seit 2015 arbeitet Jonas Anders als freischaffender Schauspieler. 2015 gastierte er am Ernst-Deutsch-Theater in Hamburg in den Rollen Antonio und Trinculo in Der Sturm. Weitere Gastengagements hatte er am Altonaer Theater (regelmäßig seit 2016), am Schauspielhaus Hamburg (2016, als Sultan Sherban in Tausendundeine Nacht, Regie: Markus Bothe) und an den Hamburger Kammerspielen (2017). 2017–2018 war er am Maxim-Gorki-Theater in Berlin in Hundesöhne (nach Romanen von Ágota Kristóf) in der Regie von Nurkan Erpulat zu sehen. 2018 und 2019 gastierte er am Theater Basel und spielte am Lichthof Theater in Hamburg in der Produktion Cum-Ex Papers, die mit dem Theaterpreis Der FAUST 2019 in der Kategorie „Beste Regie“ ausgezeichnet wurde.
Anders spielte in einigen Kurzfilmen mit und stand für einige TV-Produktionen vor der Kamera. Im März 2019 war er in der ARD-Fernsehserie Rote Rosen in einigen Folgen in einer Gastrolle als Einkäufer einer großen Supermarktkette zu sehen. Außerdem drehte er für die Krimireihen Nord Nord Mord, Neben der Spur und Wilsberg. Im 6. Film der ZDF-Krimireihe Sarah Kohr mit dem Titel Stiller Tod, der im September 2021 erstausgestrahlt wurde, spielte Anders den jungen Chemiker Sebastian Kölling, der die Titelheldin bei ihren Ermittlungen unterstützt. In der 4. Staffel der ZDF-Serie SOKO Hamburg (2022) übernahm Anders eine Episodenhauptrolle als Bräutigam und tatverdächtiger Sandkastenfreund der Polizeikommissarin Lena Testorp.
Anders arbeitet auch als Sprecher. Er lebt in Hamburg.

## Filmografie (Auswahl)
- 2011: Love Love Love Yeah (Kurzfilm)
- 2018: Mona (Kurzfilm)
- 2019: Rote Rosen (Fernsehserie)
- 2019: Nord Nord Mord – Sievers und die Tote im Strandkorb (Fernsehreihe)
- 2020: Wilsberg – Wellenbrecher (Fernsehreihe)
- 2020: Neben der Spur – Erlöse mich (Fernsehreihe)
- 2020: SOKO Wismar: Ausgesorgt (Fernsehserie, eine Folge)
- 2021: Ruhe! Hier stirbt Lothar
- 2021: Sarah Kohr – Stiller Tod (Fernsehreihe)
- 2021: Der Dänemark-Krimi: Rauhnächte (Filmreihe)
- 2022: SOKO Hamburg: Tödliche Hochzeit (Fernsehserie)
- 2023: Stralsund: Tote Träume (Fernsehreihe)
- 2025: Dr. Nice – Weiche Knie (Fernsehreihe)